# Mitropacup 1963
De Mitropacup 1963 was de 23e editie van deze internationale beker en voorloper van de huidige Europacups.
De opzet van het toernooi was dit jaar weer terug op het traditionele knock-outsysteem. De clubs kwamen dit jaar uit Hongarije, Italië, Joegoslavië, Oostenrijk en Tsjechoslovakije.
MTK Boedapest werd winnaar van dit toernooi.
 Kwart finale 
| Winnaar              | Land                 | Uitslagen | Land                | Verliezer       |
| -------------------- | -------------------- | --------- | ------------------- | --------------- |
| MTK Boedapest        | Vlag van Hongarije   | 1-1 , 1-0 | Vlag van Italië     | Bologna FC 1909 |
| Vasas Boedapest      | Vlag van Hongarije   | 1-1 , 5-0 | Vlag van Tsjechië   | Baník Ostrava   |
| Zeljeznicar Sarajevo | Vlag van Joegoslavië | 0-2 , 4-1 | Vlag van Oostenrijk | Austria Wien    |
| AC Torino            | Vlag van Italië      | 1-0 , 3-3 | Vlag van Oostenrijk | SK Admira Wien  |

 Halve finale 
| Winnaar         | Land               | Uitslagen | Land                 | Verliezer            |
| --------------- | ------------------ | --------- | -------------------- | -------------------- |
| MTK Boedapest   | Vlag van Hongarije | 1-1 ,1-0  | Vlag van Joegoslavië | Zeljeznicar Sarajevo |
| Vasas Boedapest | Vlag van Hongarije | 5-1 , 1-2 | Vlag van Italië      | AC Torino            |

 Finale 
| WINNAAR       | Land               | Uitslagen | Land               | FINALIST        |
| ------------- | ------------------ | --------- | ------------------ | --------------- |
| MTK Boedapest | Vlag van Hongarije | 2-1 , 1-1 | Vlag van Hongarije | Vasas Boedapest |

1927 · 1928 · 1929 · 1930 · 1931 · 1932 · 1933 · 1934 · 1935 · 1936 · 1937 · 1938 · 1939 · 1940 · 1951 · 1955 · 1956 · 1957 · 1958 · 1959 · 1960 · 1961 · 1962 · 1963 · 1964 · 1965 · 1966 · 1967 · 1968 · 1969 · 1970 · 1971 · 1972 · 1973 · 1974 · 1975 · 1976 · 1977 · 1978 · 1980 · 1981 · 1982 · 1983 · 1984 · 1985 · 1986 · 1987 · 1988 · 1989 · 1990 · 1991 · 1992